# ابن المذهب
أبو علي الحسن بن علي بن محمد بن علي بن أحمد بن وهب التميمي، البغدادي، ،المعروف بـ ابن المذهب. (355 هـ - 444 هـ) محدث، وأحد رواة مسند أحمد عن أبي بكر القطيعي.

## سيرته
ولد في سنة خمس وخمسين وثلاث مائة. سمع من أبي بكر القطيعي مرويات الإمام أحمد بن حنبل، فسمع منه مسند أحمد، وكتاب الزهد، وكتاب فضائل الصحابة، وغير ذلك. روايته للمسند هي الرواية الأشهر للمسند: وهي رواية ابنِ الحُصَيْن عن أبو علي بن المُذْهِب، عن القطيعي، عن عبد الله بن أحمد، عن أحمد بن حنبل، كما جاء في أول رواية المسند قال حنبل بن عبد الله المكبِّر:
| ابن المذهب | أخبرنا الشيخ أبو القاسم هبة الله بن محمد عبد الواحد بن أحمد بن الحصين الشيباني قراءة عليه وأنا أسمع فأقر به، قال أخبرني أبو علي الحسن بن علي بن محمد التميمي الواعظ ويعرف بابن المذهب قراءة من أصل سماعه، قال أخبرنا أبو بكر أحمد بن جعفر بن حمدان بن مالك القطيعي قراءة عليه، قال ثنا أبو عبد الرحمن عبد الله بن أحمد بن محمد بن حنبل رضي الله عنهم، قال حدثني أبي أحمد بن محمد بن حنبل. | ابن المذهب |

مات ليلة الجمعة، 19 ربيع الآخر، سنة 444 هـ.

## روايته للحديث
- سمع من: أبي محمد بن ماسي، وأبي سعيد الحرفي، وأبي الحسن بن لؤلؤ الوراق، وأبي بكر بن شاذان، وطائفة كثيرة.[2]
- حدث عنه: الخطيب، وابن خيرون، وابن ماكولا، والحسين بن الطيوري، وعلي بن بكر بن حيد، وعلي بن عبد الوهاب الهاشمي الخطيب، ومحمد بن مكي بن دوست، وأبو طالب عبد القادر بن محمد، وابن عمه؛ أبو طاهر عبد الرحمن بن أحمد اليوسفي، وأبو غالب عبيد الله بن عبد الملك الشهرزوري، وأبو المعالي أحمد بن محمد بن البخاري، وأبو القاسم هبة الله بن محمد بن الحصين، وآخرون.[2]
- منزلته عند أهل الحديث: قال الخطيب: «كتبت عنه، وكان يروي عن القطيعي (مسند أحمد) بأسره، وكان سماعه صحيحا إلا في أجزاء منه، فإنه ألحق اسمه، وكان يروي (الزهد) لأحمد، ولم يكن له به أصل، إنما كانت النسخة بخطه، وليس هو محل الحجة. وجميع ما عنده عن ابن مالك للبابلتي جزء ليس هذا فيه، وكان كثيرا يعرض علي أحاديث، في أسانيدها أسماء قوم غير منسوبين، ويسألني عنهم، فأنسبهم له، فيلحق ذلك في تلك الأحاديث موصولة بالأسماء، فأنهاه، فلا ينتهي.» وقال أبو طاهر السلفي: سألت شجاعًا الذهلي عن ابن المذهب، فقال: كان شيخنا عسرًا في الرواية، سمع حديثا كثيرا، ولم يكن ممن يعتمد عليه في الرواية، فإنه خلط في شيء من سماعه. ثم قال السلفي: كان متكلما فيه.[2]